# Alarmă de incendiu

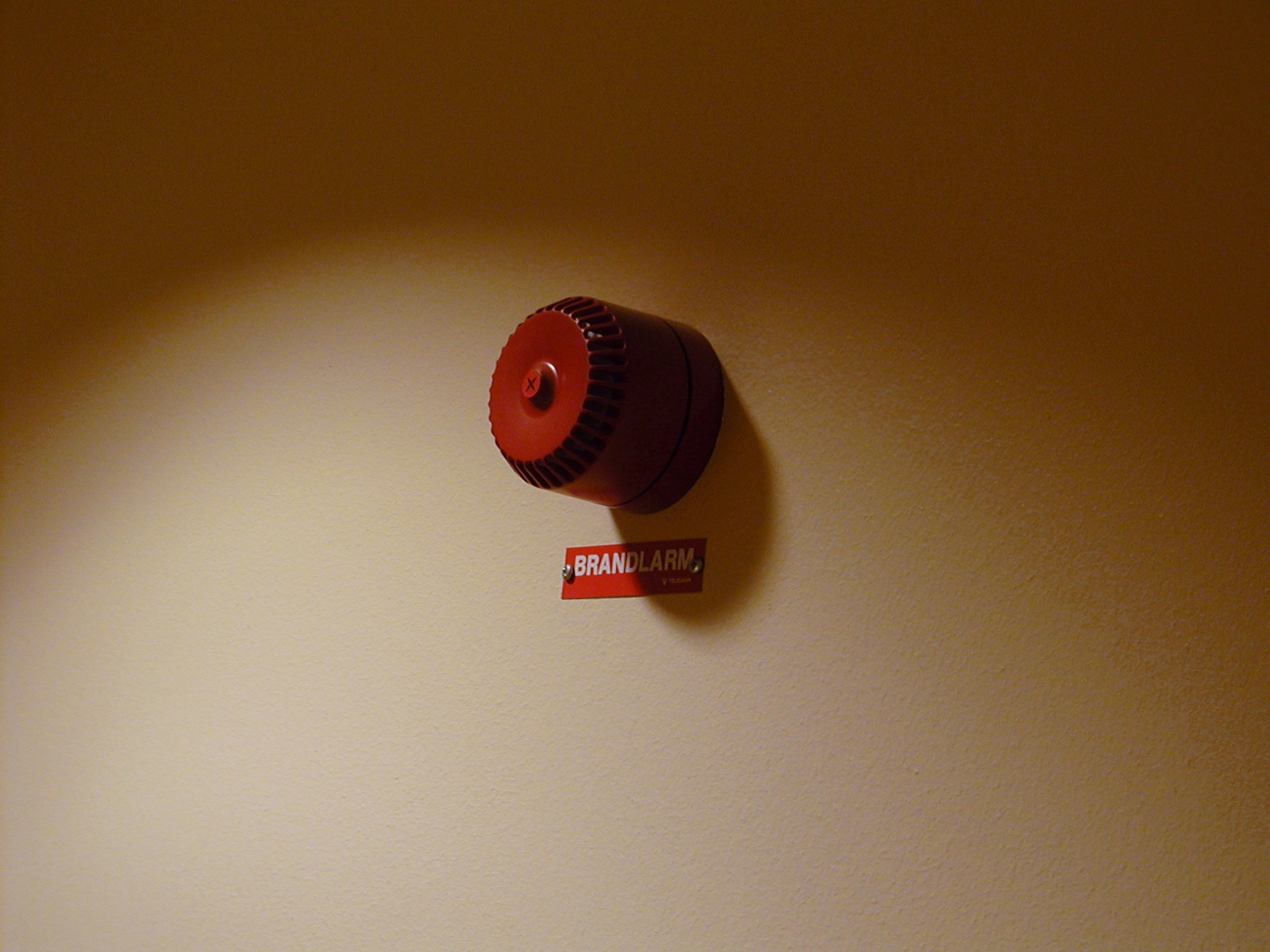
Alarmă de incendiu(Suedia)

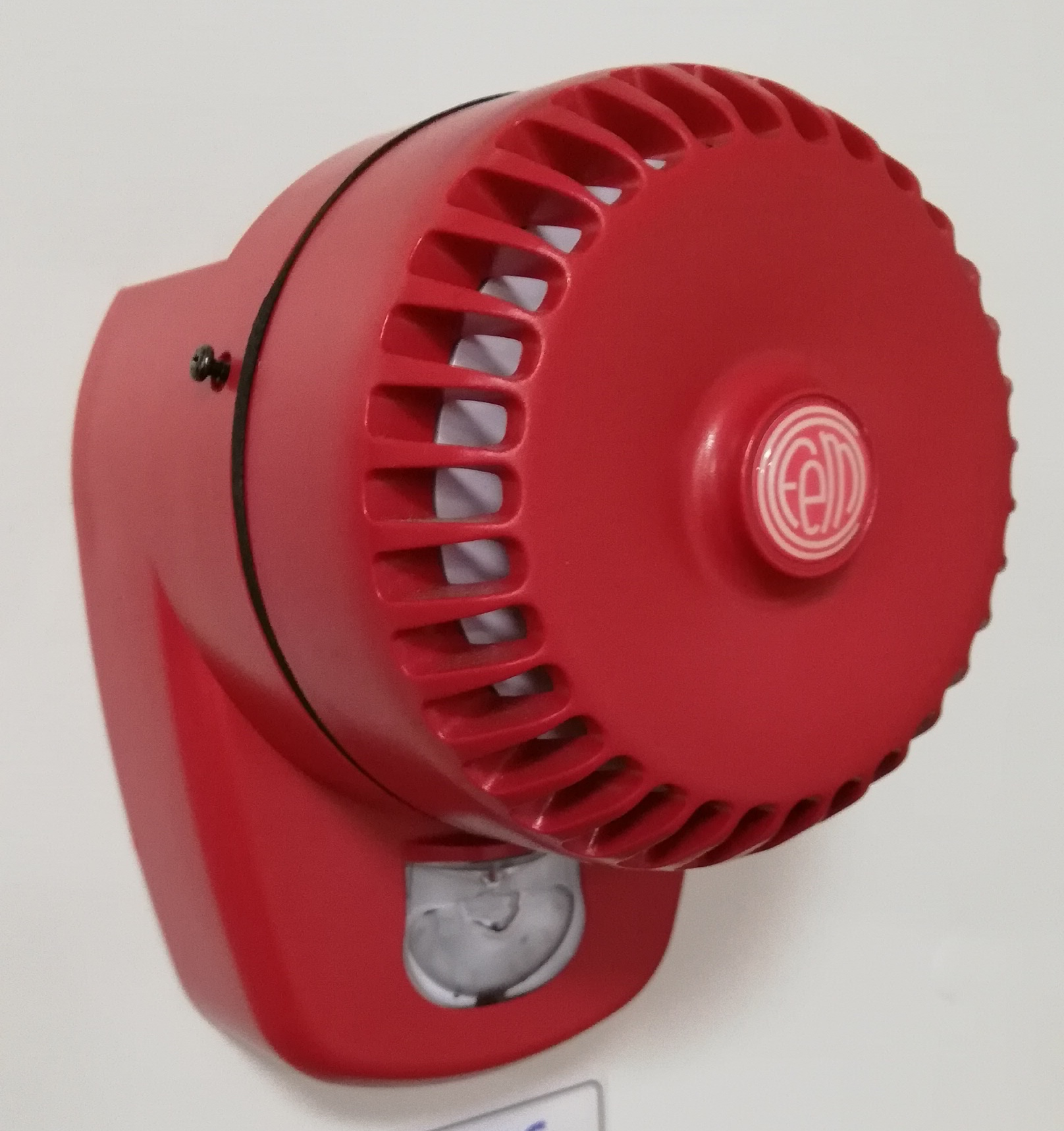
Alarmă de incendiu Europeană

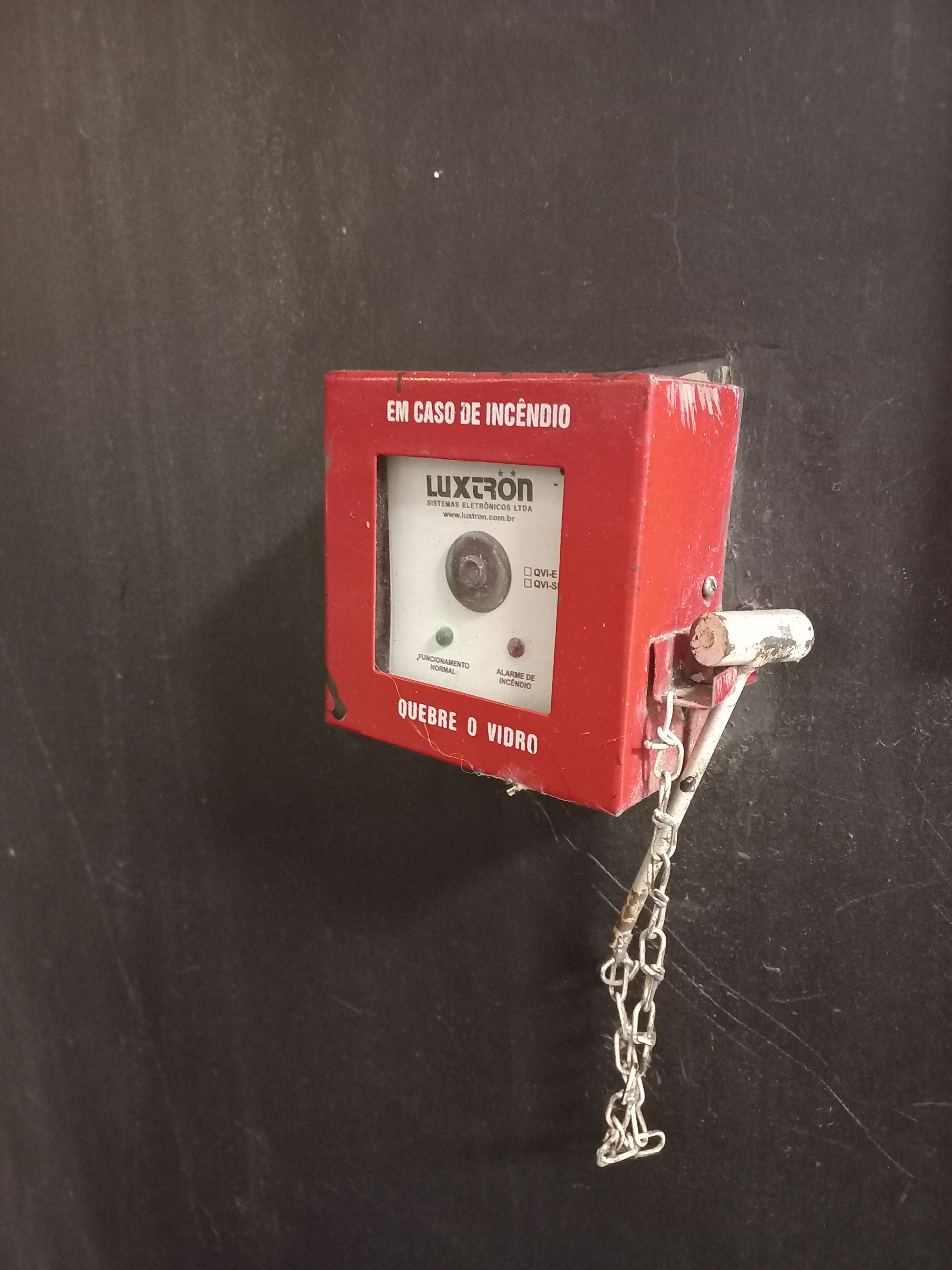
Buton manual de alarmare în caz de incendiu. În caz de incendiu spargeți geamul

Alarma de incendiu este un dispozitiv inclus unei instalații de detectare, semnalizare și avertizare a incendiilor, care are rolul de a semnaliza un incendiu printr-un semnal acustic sau optic. Scopul acesteia este detectarea unui început de incendiu în spațiile protejate și alarmarea personalului, a echipelor de pompieri și a oricărei categorii de persoane aflate în zonă care pot ajuta la stingerea incendiului și limitarea efectelor acestuia.

## Prevederi
Alarmarea privind existența unui incendiu poate fi inițiată atât automat prin sistemul de detecție și de alarmă, respectiv detector de incendiu cât și de către de prima persoană care observă un incendiu prin apăsarea butonului manual de incendiu.
Echiparea și dotarea  construcțiilor, instalațiilor și amenajărilor cu sisteme de detecție și alarmă se face de către proiectanți în conformitate cu prevederile reglementărilor specifice.